# Villanova Solaro
Villanova Solaro – miejscowość i gmina we Włoszech, w regionie Piemont, w prowincji Cuneo.
Według danych na rok 2004 gminę zamieszkiwały 782 osoby, 55,9 os./km².